# É de Casa
É de Casa é um programa de televisão brasileiro produzido pela TV Globo e exibido, desde 8 de agosto de 2015, nas manhãs de sábados. O programa mescla informações jornalísticas com dicas de estilo de vida, culinária, artesanato e jardinagem. Desde julho de 2022, é apresentado por Maria Beltrão, Rita Batista, Thiago Oliveira e Talitha Morete.

## Antecedentes
Em 2015, o diretor Boninho começou a desenvolver o projeto de um programa de variedades matinal que pudesse substituir os desenhos animados da TV Globinho aos sábados, uma vez que esta não trazia retorno comercial apesar da boa audiência. Para a apresentação, foram escalados seis apresentadores que estavam "na geladeira", ou seja, sem estarem no ar: Ana Furtado e André Marques, sem programa desde que deixaram o Vídeo Show em 2013, Cissa Guimarães, que visava deixar as novelas e retornar à apresentação; Patrícia Poeta, substituída do Jornal Nacional em 2014, Tiago Leifert, que deixou o Globo Esporte para focar no entretenimento, e Zeca Camargo, que havia deixado o Vídeo Show em 2015.

## História

Os apresentadores originais em 2015: Cissa Guimarães, Zeca Camargo, Patrícia Poeta, André Marques, Tiago Leifert e Ana Furtado.

### 2015–17: Primeira fase
Batizado como É de Casa, o programa sabatino entrou no ar em 08 de agosto trazendo colunistas especializados em assuntos para darem dicas nos quadros de jornalismo, paisagismo, culinária e saúde. Em 27 de agosto de 2016, Tiago Leifert deixou o programa, uma vez que já apresentava também o The Voice Brasil e foi escalado para substituir Pedro Bial no Big Brother Brasil. Além disso, André Marques passou a se ausentar do programa nos três primeiros meses de cada ano para dedicar-se ao  The Voice Kids.

### 2017–19: Segunda fase
Em 2017, o programa ganhou dois novos colunistas: Nathalia Arcuri para falar de economia e o chef Roberto Ravioli, para apresentar a culinária. Em 23 e 30 de março de 2019, Ricardo Pereira apresentou dois programas durante as férias dos apresentadores. Em 11 de maio de 2019, o Bem Estar deixou de ser um programa próprio diário e se tornou um quadro dentro do É de Casa, sob o comando de Michelle Loreto. Em setembro, Maria Cândida se tornou repórter do programa, apresentando o quadro Sábado Curioso com dicas de entretenimento e lazer.

### 2020–22: Terceira fase
Em 21 de março de 2020, o É de Casa abriu espaço para o jornalismo com a intenção de atualizar os telespectadores sobre a pandemia da COVID-19, passando a ser exibido das 7h às 12h com reportagens e notícias sobre o coronavirus e tendo o reforço de Marcelo Adnet no quadro Sinta-se em Casa. Em 25 de maio de 2020, Zeca Camargo deixou o programa ao ser dispensado pela TV Globo. No mesmo dia, foi anunciado que Fernanda Gentil se tornaria colunista de um quadro sobre como se distrair na quarentena durante a pandemia.
Desde 18 de julho, a atração exibe um compilado de episódios, do programa Tempero de Família. Apresentado por Rodrigo Hilbert, no canal GNT. Em 12 de setembro, o apresentador e repórter, Manoel Soares, passou a cobrir a ausência de André Marques enquanto o mesmo estivesse envolvido com o The Voice Kids.
Em 21 de novembro, em homenagem ao Dia da Consciência Negra, a ganhadora do BBB 20 Thelma Assis, apresentou o programa; diretamente do estúdio. Em 29 de outubro de 2021, Cissa Guimarães deixou o programa e a emissora.

### 2022–presente: Quarta fase
Em 2 de julho de 2022, Patrícia Poeta, Manoel Soares, Ana Furtado e André Marques se despediram do comando do programa. Patrícia e Manoel assumiram o Encontro, em substituição a Fátima Bernardes. Enquanto que Ana vai para novos projetos, já André deixou a emissora.
Em 9 de julho de 2022, Maria Beltrão, Thiago Oliveira e Rita Batista estrearam a frente do programa. Do elenco anterior de apresentadores, somente Talitha Morete continuou na atração.
Em 1 de fevereiro de 2025, o É de Casa voltou a ter sua duração reduzida devido a mudanças na programação de sábado na emissora passando a começar a partir das 8h30 (9h nas emissoras com programação local).

## Equipe

### Apresentadores
Atuais
- Maria Beltrão (2022–presente)
- Rita Batista (2022–presente)
- Thiago Oliveira (2022–presente)
- Talitha Morete (2021–presente)

Antigos
- Ana Furtado (2015–2022)
- André Marques (2015–2022)
- Patrícia Poeta (2015–2022)
- Cissa Guimarães (2015–2021)
- Zeca Camargo (2015–2020)
- Tiago Leifert (2015–2016)
- Manoel Soares (2020–2022)

### Colunistas
Atuais
- Murilo Soares (Jardinagem) (2015–presente)
- Alexandre Rossi (Pets) (2016–presente)
- Michelle Loreto (Saúde) (2019–presente)
- Thelma Assis  (Saúde) (2020-presente)
- Tati Machado (Celebridades) (2020–presente)
- Bráulio Bessa (Poesias) (2022–presente)
- Roberto Ravioli (Culinária) (2015–presente)

Antigos
- Caio Braz (Moda) (2015–16)
- Fly Vagner (Economia) (2015–16)
- Fábio Basso (Decoração) (2015–17)
- Maddu Magalhães (Moda) (2015–16)
- Peter Paiva (Artesanato) (2015–19)
- Flávia Piña (Moda) (2016–20)
- MariMoon (Geek) (2016–17)
- Bianca Andrade (Maquiagem) (2016–17)
- Nathalia Arcuri (Economia) (2017)
- Mari Saad (Maquiagem) (2018–20)
- Marcelo Adnet (Humor) (2020)
- Fernanda Gentil (Positividade) (2020)

### Repórteres
Atuais
- Cauê Fabiano (2019–presente)
- Luiza Zveiter (2019–presente)
- Fabrício Battaglini (2019–presente)
- Juliana Sana (2019–presente)
- Maria Cândida (2019–presente)[25]
- Patricia Fazan (2020–presente)
- Ivo Madoglio (2020–presente)
- Ernesto Xavier (2023–2024)

Antigos
- Larrisa Bittencourt (2015–2016)
- Marcela Monteiro (2019)
- Mari Palma (2019)
- Valéria Almeida (2019–2022)
- Mona Lisa Duperron (2019–2022)
- André Curvello (2019–2022)
- Gabriela Lian (2019–2022)
- Rita Batista (2020–2022)
- Duda Esteves (2020–2021)

## Repercussão

### Audiência
O programa estreou com cinco pontos na Grande São Paulo, ficando em segundo lugar, atrás do Sábado Animado, do SBT. Apesar das críticas e audiência em baixa, os executivos da TV Globo acreditaram que o programa era uma boa opção para cobrir a saída da programação infantil nas manhãs. Porém, o programa seguiu ao passar dos anos em segundo ou terceiro lugar, atrás também do Fala Brasil, da RecordTV, liderando em raras ocasiões. Sua melhor audiência ocorreu em 6 de janeiro de 2016, quando atingiu 7,2 pontos.

### Críticas
É de Casa sempre recebeu críticas pelo excesso de apresentadores, o que garante um subaproveitamento de cada um deles em poucos minutos de tela. Além disso, o programa sabatino foi criticado trazer temas semelhantes aos já apresentados no Mais Você, Encontro com Fátima Bernardes e Bem Estar, sendo taxado como pouco original e que repetia conteúdo.